# Mimetasterida
Mimetasterida (em latim: Mimetaterida) é uma ordem de artrópodes do período Devoniano pertencente à classe Marrellomorpha. 